# NGC 2903
NGC 2903 es una galaxia espiral barrada en la constelación de Leo, situada 1,5° al sur de Alterf (λ Leonis), que se encuentra a 20,5 millones de años luz de la Tierra. Es una galaxia brillante de magnitud aparente 9,7 que puede ser observada con pequeños telescopios. Sorprendentemente fue olvidada por Charles Messier al confeccionar su catálogo y fue descubierta en 1784 por William Herschel.
NGC 2903 es una galaxia en varios aspectos similar a la Vía Láctea. Su tamaño es solo un poco menor que nuestra galaxia, con una extensión de unos 80.000 años luz, y también tiene barra central -bien visible en imágenes tomadas en el infrarrojo-. Pero, a diferencia de la Vía Láctea, tiene jóvenes cúmulos estelares masivos brillantes en vez de los cúmulos globulares viejos típicos de nuestra galaxia. De hecho, una brillante nube estelar dentro de NGC 2903, recibe su propio nombre de catálogo como NGC 2905. 
La región central de la galaxia muestra una excepcional tasa de actividad en cuanto a formación de estrellas se refiere -concentrada en un anillo alrededor del núcleo, que tiene un diámetro de algo más de 600 parsecs e incluye no solo un considerable número de estrellas jóvenes y luminosas sino también cierto número de nebulosas de emisión con luminosidades comparables a las de la Nebulosa de la Tarántula de la Gran Nube de Magallanes-, y también es brillante en frecuencias de radio, infrarrojo, ultravioleta y rayos X, lo que ha hecho que NGC 2903 sea considerada una galaxia con brote estelar. Hay también cierta actividad de formación estelar en su barra.
Cómo sucede en otras muchas galaxias de tipo tardío aisladas, el hidrógeno neutro de NGC 2903 se extiende mucho más que el área visible de la galaxia en el óptico, extendiéndose tres veces más que la segunda. Además, tiene al menos tres pequeñas galaxias satélite: una de ellas una galaxia enana esferoidal, y otra a al menos algo más de 60 kiloparsecs de ella -una distancia similar a la de la Pequeña Nube de Magallanes- que parece estar hecha en buena parte de materia oscura, con una masa de 100 millones de veces la del Sol.